# 団忠正
団 忠正（だん ただまさ）は、戦国時代から安土桃山時代にかけての武将・大名。織田氏の家臣。美濃国岩村城主。諱は複数伝わる。

## 略歴
幼少期の事については殆ど分かっていない。もともとは梶原姓を名乗っており、梶原氏の末裔を自称するが真偽の程は定かでない。仮に梶原氏の末裔とすれば、本姓は平氏となる。同時期に織田氏に仕えていた梶原景久とは親子、もしくは親戚関係とも言われる。
織田家に出仕しだした正確な時期は不明であるが、はじめは織田信長の馬廻だったようで史料における初見は天正6年（1578年）4月20日、村井専次宅での夕飯の席に、信長に従って同席した事である。しかしながら天正8年（1580年）7月25日に吉田兼見が織田信忠を訪ねた際にはその取次を忠正が行っており、この頃には信忠側近の立場へと変わっている事が窺える。
同年11月27日には、日比野弥次郎・日比野孫一に陣夫銭の件で棚橋彦一郎の違乱に対して、和田八郎に命じて1貫500文を納めるようにと決まったので異議申し立てをしないようにせよという内容の書状を発給している。この書状は織田信長御朱印の旨で裁許するようにと書かれているが日比野は尾張、棚橋は美濃の人物でいずれも信忠領地の武将で、この訴訟の仲裁も信忠側近としての仕事の一環であると考えられる。
天正10年(1582年)の甲州征伐において、森長可と共に先鋒部隊に抜擢されると木曽口より武田領に侵攻し飯田城、高遠城などを次々と落とした。この際に戦意が勝りすぎて叱責される事もあったが、その後の甲斐国、上野国侵攻でも長可と共に先鋒部隊を務め功を挙げ、戦後の論功恩賞により河尻秀隆の旧領である岩村城を与えられ岩村5万石の城持大名へと昇格を果たす。同年4月5日に信濃で発生した芋川親正の一揆では包囲された稲葉貞通救援の為に信忠の命を受けて信濃へと出陣している。
以後も信忠の隷下に属し、同年の本能寺の変の際も信忠と共に二条新御所に籠もって明智光秀の軍勢と戦い討死した。
死後、岩村城は信濃海津より撤退してきた森長可が接収し、森氏の支配するところとなった。

## 人物
信濃の高遠城攻めの際、信長の「前進を控えるように」という通達を無視して森長可と共に兵を前進させ鉄砲を撃ちかける等の軍規違反を犯し、これを信忠に付けられていた河尻秀隆に報告されて信長より叱責されている。この9日後にも同じように長可と共に、勝手に兵を前進させて戦闘に及び、叱責されるなど非常に血気盛んな人物であった。
また、生年は不詳であるが、この二度の軍令違反についてのやりとりの中で信長は長可と忠正を「わかきもの」と称しており、永禄元年（1558年）生まれの長可と同視できる若年であったと思われる。
また、森成利とも個人的に交友が有り書状がいくらか現存している。